# Marvel's Avengers
Marvel's Avengers es un videojuego desarrollado por Crystal Dynamics en asociación con Marvel Games y distribuido por Square Enix, basado en los personajes de cómics Los Vengadores de Marvel. Se lanzó el 4 de septiembre de 2020 en PlayStation 4, Xbox One, Microsoft Windows y Stadia. El 18 de marzo de 2021 se lanzó para PlayStation 5 y Xbox Series X|S, y con una actualización gratuita para quienes lo poseen para la generación anterior.

## Sinopsis
Durante la inauguración de la nueva base de operaciones de Los Vengadores, en el A-Day, un ataque terrorista envuelve a la ciudad en caos, una batalla en la que pierden la vida cientos de inocentes. Con Los Vengadores derrotados y ganándose el repudio del público, la empresa A.I.M. toma el control de la seguridad de la ciudad, creando androides patrulleros que se encargan de hacer la labor que antes hacían Los Vengadores, pero mientras las intenciones de A.I.M. parecen nobles, en el fondo se forma una conspiración para acabar de una vez con todos los héroes. Solo una joven súper humana, Kamala Khan, puede reunir de nuevo a los héroes más poderosos del planeta y detener los planes malignos de A.I.M.

## Personajes
Marvel's Avengers presenta una lista de personajes del Universo Marvel. La lista inicial de héroes jugables consta de:
- Tony Stark / Iron Man (Nolan North)
- Steve Rogers / Captain America (Jeff Schine)
- Thor Odinson (Travis Willingham)
- Bruce Banner / Hulk (Troy Baker / Darin De Paul)
- Natasha Romanoff / Black Widow (Laura Bailey),[6]
- Kamala Khan / Ms. Marvel (Sandra Saad).[7][8]

Tras el lanzamiento inicial del juego, más superhéroes estuvieron disponibles a través de contenido descargable gratuito, incluidos:
- Kate Bishop / Hawkeye II (Ashly Burch), añadida en diciembre de 2020[9][10]
- Clint Barton / Hawkeye (Giacomo Gianniotti), añadido en March 202
- T'Challa / Black Panther (Christopher Judge), añadido en agosto de 2021;[11]
- Peter Parker / Spider-Man (Sean Chiplock),[12] añadido en noviembre de 2021 for the PlayStation versions;,[13][14][15]
- Jane Foster / Mighty Thor (Zehra Fazal), añadida en junio de 2022[16]
- Bucky Barnes / Winter Soldier (Scott Porter), añadido en noviembre de 2022.

## Jugabilidad
El juego se lleva a cabo en tercera persona. Cada personaje jugable cuenta con habilidades únicas. Cada héroe se puede personalizar con mejoras de rendimiento y nuevas habilidades, también cuentan con diferentes trajes.

## Desarrollo
Fue anunciado con un tráiler de revelación en 2017 por Square Enix. Y desde entonces muy poca información se ha revelado sobre el juego. Square Enix ha revelado que se tratará de un juego en tercera persona de acción y aventura. Bill Rosemann, director creativo de Marvel Games, anunció que The Avengers Project será un juego que dure muchos años, haciendo énfasis en la historia completamente nueva con la que contará el juego y la variedad de personajes y escenarios. Marvel también anunció la llegada de nuevos talentos para apoyar al equipo creativo de Crystal Dynamics, entre ellos Shaun Escayg, exdirector creativo de Naughty Dog, y Stephen Barry quien trabajó en EA y Visceral Games.
El 10 de junio de 2019 en la Electronic Entertainment Expo (E3) fue presentado el primer tráiler del juego y su fecha de lanzamiento para las plMarvel: Avengers Alliance 2ataformas Xbox One, PlayStation 4, PC y Google Stadia.